# Rooma Mehra

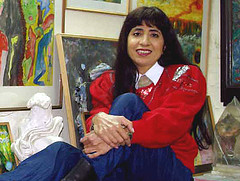
Mehra, 8 de julio de 2009

Rooma Mehra (Nueva Delhi, 24 de enero de 1967) es una escritora, escultora y pintora india.

## Biografía
Autodidacta, ha exhibido sus obras en 11 exposiciones individuales y parte de ellas se encuentra en museos como la Galería Nacional de Arte Moderno de Nueva Delhi.
Escribe regularmente para The Indian Express y en la actualidad vive en Los Ángeles.

## Publicaciones
- Sunshadow (1982)
- Reaching Out (1985)
- For You (1986)